# Thành Dương
Thành Dương (tiếng Trung: 城阳区, Hán Việt: Thành Dương khu) là một quận của địa cấp thị Thanh Đảo, tỉnh Sơn Đông, Cộng hòa Nhân dân Trung Hoa. Quận Thành Dươngcó diện tích 553 km2, dân số 430.200 người. Quận Thị Bắc có 8 nhai đạo.